# Albanci u Ukrajini
Albanci u Ukrajini  (albanski: Shqiptarët në Ukrainë, ukrajinski: Албанці в Україні) su etnička grupa Albanaca koja živi u Ukrajini. Većina Albanaca živi u nekoliko sela u Odeškoj i Zaporoškoj oblasti. Albanci u Ukrajini poznati su pod nazivom Arnauti.

## Povijest
Albanaci u Ukrajini sebe nazivaju tantë  (od naši), i govore jezikom si neve (poput nas). Njihovi preci došli su u Ukrajinu u 18. i 19. stoljeću. Oni vuku podrijetlo od Toski Albanaca koji su se u 16. stoljeću naselili u istočnoj Bugarskoj (Despotovina Dobrudža) uz Gagauze. Dolazak Albanaca povezan je s Rusko-turskim ratom 1768. – 1774. Tijekom tog rata neki pravoslavni Albanci pobunili su se protiv snaga Otomanskog carstva. Na kraju rata oko 1700 albanskih boraca i članovi njihovih obitelji otišao je u Rusko Carstvo.
Smjestili su se u prvom redu u blizini Kerča i Janikale. Neki albanski doseljenici naselili su se u bilizini Odese i u Budžaku.  Godine 1811. Albanci su osnovali naselje Karakurt u Budžaku u blizini Bolhrada. U Odesi postoje dvije ulice Veliki i Mala Arnautska ulica.  Zbog poraza Rusije u Krimskom ratu, mnogi Albanci preselili su se na istok Ukrajine 1861. godine. Sve do 20. stoljeća bila je slabo razbijena svijest Albanaca o svojem podrijetlu.

## Stanovništvo
Prema popisu stanovništva iz 2001. u Ukrajini živi 3.308 Albanaca koji žive u 24 regija.
Za albansku zajednicu karakteristična je višejezičnost,  poznavanje albanskog, ruskog i ukrajinskog jezika, a često i bugarskog i gagauskog jezika.
| materinji jezik (popis 2001.) | govornika | %    |
| ----------------------------- | --------- | ---- |
| albanski                      | 1.740     | 52,6 |
| ruski                         | 1.181     | 35,7 |
| ukrajinski                    | 301       | 9,1  |
| ostali                        | 84        | 2,6  |

## Poznati Albanci
- Milto Sotir Gurra, politički aktivist, pisac i vođa dijaspora u Odesi

## Vanjske poveznice
- Albanski dijalekt u crnomorskoj regiji